# Ронан Ле Кром
Ронан Ле Кром (фр. Ronan Le Crom, нар. 13 липня 1974, Лор'ян) — французький футболіст, воротар.

## Ігрова кар'єра
У дорослому футболі дебютував 1992 року виступами за команду клубу «Осер 2», в якій провів чотири сезони.
Згодом з 1996 по 1998 рік грав на правах оренди у складі команд нижчолігових клубів «Шатору» та «Валанс».
1999 року нарешті дебютував в іграх за головну команду «Осера», стати основним голкіпером якої, втім, не зміг, хоча й провів у команді з Осера наступні три сезони своєї ігрової кар'єри.
Протягом 2002–2011 років захищав кольори клубів «Генгам», «Сент-Етьєн», «Труа», «Ланс», «Гренобль» та «Нансі».
До складу клубу «Парі Сен-Жермен» досвідчений воротар приєднався 2012 року.

## Титули і досягнення
- Чемпіон Франції (1):

«Парі Сен-Жермен»: 2012–13